# Bethany Joy Lenz
Bethany Joy Lenz (Hollywood, Florida; 2 de abril de 1981) es una actriz de televisión y cine,  directora de televisión, compositora y cantante estadounidense.
Interpreta la guitarra y el piano, y también escribe su propia música. Como cantante, ha lanzado dos álbumes independientes, Preincarnate (2002) y Come On Home (2005). 
Como actriz, ha destacado por su papel en Guiding Light interpretando a Michelle Bauer Santos (desde 1998 a 2000). Actualmente, es conocida por su papel en One Tree Hill interpretando a Haley James Scott (desde 2003).

## Biografía
Nacida como Bethany Joy Lenz, es hija única. Su padre, Robert Lenz, es un profesor de historia y terapeuta, y su madre, Cathie, una jefe de personal y empresaria. Su abuelo George Lenz fue un artista establecido en los escenarios de Broadway en las décadas de 1950 y 1960, participando en musicales como Wish You Were Here y South Pacific.

## Carrera
Su primer solo vocal lo interpretó a los 3 años de edad, frente a un público de tres mil personas en la iglesia Carpenter's Church en Lakeland, Florida. A los cuatro años, la familia se trasladó a Arlington, Texas. Cumplidos los 7 años se interesó por la interpretación, y participó como Munchkin, en la producción local The Wonderful Wizard of Oz . 
A los 10 años, obtuvo el papel de Scout en la obra Matar un ruiseñor en el teatro de la comunidad de Irving en Texas. Ya a los 12 años comenzó a trabajar como actriz en forma permanente. Su primer trabajo profesional lo realizó cuando hizo un viaje a Los Ángeles con su escuela de drama, en una obra llamada Swans Crossing. Siguió ganando experiencia actuando papeles juveniles principales, en musicales como Annie, Cinderella y Gypsy: A Musical Fable.
A los 13 años, se trasladó con su familia a Nueva Jersey y asistió a la Eastern Christian Academy, comenzando también su educación como cantante con el director del Brooklyn College of Opera, Richard Barret; buscando al mismo tiempo papeles en series de televisión, sin mayor éxito, sin embargo logró participar en varios comerciales importantes.
A la edad de 15 años logró su primer papel cinematográfico en el filme Thinner del director Tom Holland, que fue bien recibido por la crítica.
En marzo de 1998, a los 17 años de edad, consiguió un papel en nueve episodios de la teleserie Guiding Light, de la CBS, cosechando buenas críticas por su trabajo como Michelle Bauer Santos. Al año siguiente, trabajando en la teleserie, se graduó en el Eastern Christian High School. 
En 2000 consiguió un papel en el telefilme Mary and Rhoda, junto a las consagradas actrices Mary Tyler Moore y Valerie Harper.  
En ese período de su carrera participó simultáneamente en Guiding Light, Mary and Rhoda, Foxy Ladies Love/Boogie 70's Explosion, un musical off-Broadway, y en un cabaret neoyorquino.  
Posteriormente al término de su contrato en la obra Guiding Light, se trasladó a Los Ángeles, para participar en la obra de teatro The Outsiders, y en varias series de televisión.
En 2003 obtuvo un papel estelar en la teleserie One Tree Hill, en la cual también debutó como directora en dos episodios.
Ha actuado en la teleserie en 187 episodios de 2003 a 2012.
Recientemente ha fichado para la octava temporada de Dexter, aparecerá en el rol de Cassie.

### Vida personal
El 31 de diciembre de 2005, Bethany Joy Lenz se casó con Michael Galeotti, miembro del grupo Enation. Tienen una hija en común llamada Maria (nacida en marzo de 2011). Se divorció de Michael Galeotti en abril de 2012. 
Le gusta la fotografía, la pintura, la cocina y la equitación. Sus proyectos que incluyen asistir a la universidad, actuar en Broadway y asistir a la prestigiosa Real Academia de Londres de Artes Dramáticas. Cuando trabajaba en One Tree Hill residía en Wilmington, Carolina del Norte. Cuando estaba casada vivía con su ex exposo en Battle Ground, Washington, donde tienen un restaurante en común. En 2000 fue por primera vez nominada para los Soap Opera Digest Awards. En 2004 recibió otra nominación por su papel en One Tree Hill en los Teen Choice Awards.

## Premios
| Año  | Grupo                    | Premio                                                                            | Resultado | Notas         |
| ---- | ------------------------ | --------------------------------------------------------------------------------- | --------- | ------------- |
| 1998 | SOW Year In Review       | Best Recycling of An Actress: Michelle Bauer Santos                               | Ganadora  | Guiding Light |
| 1998 | SOW Year In Review       | Find of The Year: Reva Shayne                                                     | Ganadora  | Guiding Light |
| 1999 | Soap Suds Awards         | Favorite Newcomer - Female for: Michelle Bauer Santos                             | Ganadora  | Guiding Light |
| 2000 | Soap Opera Digest Awards | Favorite Couple for: "The Guiding Light" (1952) Shared with: Paul Anthony Stewart | Nominada  | Guiding Light |
| 2004 | Teen Choice Awards       | Choice Breakout TV Star - Female for: "One Tree Hill" (2003)                      | Nominada  | One Tree Hill |
| 2004 | Teen Choice Awards       | Choice Fresh Face - Female for: "One Tree Hill" (2003)                            | Nominada  | One Tree Hill |
| 2004 | Teen Choice Awards       | Choice TV Sidekick for: "One Tree Hill" (2003)                                    | Nominada  | One Tree Hill |
| 2007 | Santa Cruz Film Festival | Best Soundtrack for Ten Inch Hero (2007)                                          | Ganadora  | Ten Inch Hero |

## Filmografía

### Televisión
- Guiding Light como Michelle Bauer Santos (1998–2000).
- Mary and Rhoda como Rose Cronin (2000).
- Burning Down the House (piloto)
- 1972 (piloto)
- The Legacy como Jess (piloto).
- One Tree Hill como Haley James Scott (2003-2012).
- Guiding Light como Reva Shayne (1998).
- Off Centre como Heather (2001).
- Charmed como Lady Julia (2001).
- Felicity como Gretchen (2001).
- Maybe It's Me como La dependienta (2002).
- The Guardian como Claire Stasiak (2003).
- Dexter como Cassie (2013).
- Agents of S.H.I.E.L.D. como Stephanie Malick -dos episodios- (2016)
- Grey’s Anatomy como Jenny, prometida de Paul Stadler exesposo de Jo Wilson - dos capítulos- (2017)

### Cine
- Psalty: Kids' Praise! 10: Salvation Celebration
- Thinner como Linda Halleck (1996)
- I Love You, I Love You Not
- The End of August como August Wells (2000)
- Bring It On Again como Marni Potts (2004)
- Un regalo de navidad (2014)
- Extorsión (2017)

## Discografía

### Preincarnate
1. "Overpopulated"
2. "1972"
3. "Day After Today"
4. "Honestly"
5. "Josiah"
6. "Don't Walk Away"
7. "Las Palmas"
8. "Mr. Radioman"

### Come On Home
1. "Songs in my Pockets"
2. "Leaving Town Alive" (Originally by Pancho's Lament)
3. "Crazy Girls"
4. "Sunday Train"
5. "If You're Missing (Come on Home)"

### The Starter Kit
1. "Songs In My Pockets"
2. "Devil Archerist"
3. "Then Slowly Grows (Come To Me)"
4. "Sunday Storm"
5. "Never Gonna Be (C'mon C'mon)"
6. Quicksand
7. Shiver
8. Blue Sky (Originally by Patty Griffin)
9. Desperate Gown
10. Patient Man

### One Tree Hill: Volume One
1. Gavin DeGraw - "I Don't Want to Be" (live)
2. The Wreckers - "The Good Kind"
3. Jimmy Eat World - "Kill"
4. Travis - "Re-Offender"
5. The Get Up Kids - "Overdue"
6. Rock 'n' Roll Soldiers - "Funny Little Feeling"
7. Tyler Hilton - "Glad" (acoustic)
8. 22-20s - "Shoot Your Gun"
9. Story of the Year - "Sidewalks"
10. "When the Stars Go Blue" (with Tyler Hilton; Originally by Ryan Adams)
11. Keane - "Everybody's Changing"
12. Butch Walker - "Mixtape"
13. Sheryl Crow - "The First Cut Is the Deepest" (acoustic)
14. Trespassers William - "Lie in the Sound"

### Friends with Benefit
1. Feeder - "Feeling a Moment"
2. Jack's Mannequin - "The Mixed Tape"
3. Audioslave - "Be Yourself"
4. Nada Surf - "Always Love"
5. Gavin DeGraw - "Jealous Guy"
6. Citizen Cope - "Son's Gonna Rise"
7. Hot Hot Heat - "Middle of Nowhere"
8. Tyler Hilton - "Missing You"
9. MoZella - "Light Years Away"
10. Shout Out Louds - "Please Please Please"
11. Fall Out Boy - "I've Got a Dark Alley and a Bad Idea That Says You Should Shut Your Mouth (Summer Song)"
12. Jimmy Eat World - "23"
13. Haley James Scott - "Halo" (composed by Kara Dioguardi/Matthew Gerrard)
14. Michelle Featherstone - "Coffee & Cigarettes"
15. Strays Don't Sleep - "For Blue Skies"

### Songs from One Tree Hill Tour (2005)
- "John & Junior"
- "Oh God / Foolish Heart"
- "Family Secrets"
- "Moving Out" (Originally by Billy Joel)
- "King of Wishful Thinking" (Originally by Go West)

### Songs from One Tree Hill
- "Elsewhere" (Originally by Sarah McLachlan)
- "I Shall Believe" (Originally by Sheryl Crow)
- "Let Me Fall"
- "Let the Fire Start"
- "Halo"
- "When the Stars go Blue" (Originally by Ryan Adams)
- "Feel This" (featuring Enation)

### Songs from Ten Inch Hero
- The Long Way
- Get Your Love
- Something Familiar

### Misc. Songs
- "Ebony and Ivory" (originally by Paul McCartney)
- "All Along" (with Danny The Farrow Anniello)
- "Safe"
- "The Lonliness Is Better Near Now"
- "One More Thing"
- "Ophelia"

### Sencillos
- "When the Lights Go Out US version" (1998)
- "When the Stars Go Blue" con Tyler Hilton (2005)
- "Songs in My Pockets" por Bethany Joy (2005)
- "Calamity Jane" por Bethany Joy (2014)